# Procordulia leopoldi
Procordulia leopoldi är en trollsländeart som beskrevs av Fraser 1932. Procordulia leopoldi ingår i släktet Procordulia och familjen skimmertrollsländor. Inga underarter finns listade i Catalogue of Life.